# Ernei
Ernei là một xã thuộc hạt Mureș, România. Dân số thời điểm năm 2002 là 5222 người.